# Irlands Davis Cup-lag
Irlands Davis Cup-lag styrs av irländska tennisförbundet och representerar ön Irland i tennisturneringen Davis Cup, tidigare International Lawn Tennis Challenge. Irland debuterade i sammanhanget 1923 och nådde semifinal i Europazonen 1936 samt deltog i elitdivisionen 1983.